# Лыков-Оболенский, Михаил Иванович
Князь Михаил Иванович Лыков-Оболенский (15 июля 1640 — 14 февраля 1701) — боярин, наместник и воевода.
Происходил из княжеского рода Лыковых-Оболенских, единственный сын князя Ивана Фёдоровича Лыкова и княгини Елены Дмитриевны, дочери главы Второго народного ополчения князя Д. М. Пожарского.

## Биография
На отпуске грузинского царевича Николая Давыдовича был за столом в числе тех, которые «есть давали» (08 мая 1660), исполнял ту же должность при английском после (19 февраля 1664). Стольник (с 1668). В должности стольника дневал и ночевал у гроба царевича Симеона Алексеевича (03 июля 1669), у гроба царевича Алексея Алексеевича (19 января, 02 и 16 февраля 1670). На свадьбе царя Алексея Михайловича с Натальей Кирилловной в числе поезжан (22 января 1671). Один из несших гроб царя Алексея Михайловича в Архангельский Собор (30 января 1676). Воевода и наместник Смоленска (1677). Стольник, воевода в Новом Осколе на случай татарского вторжения (1678). Пожалован в окольничие (1681). В числе окольничих подписался под постановлением об отмене местничества (12 января 1682). Пожалован в бояре (26 июня 1682). Послан захватить князя Ивана Хованского, и Лыков его взял под с. Пушкиным, а в с. Братовщине и сына его Андрея, которых и доставил в с. Воздвиженское к государям (17 сентября 1682). Воевода в Вятке (1683—1684). Ведал Разбойный Приказ (1689—1690). Управлял Приказом Сыскных дел (1696). Воевода на Двине (1698—1700). Во время правления царевны Софьи жил в Преображенском при дворе Петра. Скончался († 14 февраля 1701), погребен в Пафнутьевом монастыре.

## Семья
Женат дважды:
1. жена — Анна Григорьевна Вердеревская (ум. 1.06.1678), дочь Григория Ивановича Вердеревского. От неё дети:
  - Иван Михайлович († до 1678) — умер младенцем, погребен вместе с матерью в Пафнутьевом монастыре.
  - Федосья Михайловна († 20.10.1672)[2] — умерла в детстве.
  - Прасковья Михайловна († 07.10.1686)[2] — первая жена князя Никиты Ивановича Репнина (1658—3.07.1726).
2. жена (с 1680) Евфимия Михайловна Собакина, урождённая Волынская († 09.12.1703)[2], дочь окольничего Михаила Семёновича Волынского († 1669). Была в первом браке за Василием Никифоровичем Собакиным. Погребена в Пафнутьево-Боровском монастыре.

Со смертью князя Михаила Ивановича Лыкова († 1701) род князей Лыковых-Оболенских пресекся.